# Jan Władysław Woś
Jan Władysław Woś (Varsovia, 19 de abril de 1939) es un historiador, profesor universitario, ensayista, escritor, bibliófilo y coleccionista polaco.

## Reseña biográfica
Licenciado en 1967 en la Facultad de Filosofía de la Universidad de Varsovia con una tesis sobre la filosofía de Dante Alighieri, prosiguió sus estudios en Milán, Lovaina, Florencia, Pisa, Nápoles, Bonn y Heidelberg.
Ha sido profesor de Historia de la Europa Oriental en las universidades de Pisa (1976-1987), Heidelberg (1985-1986), Trento (1987-2009) y Venecia (1990-91). Ha participado en expediciones antropológicas a África y el Amazonas. 
Sus investigaciones versan sobre la historia de Polonia en el siglo XVI,  y la historia de la Iglesia y las relaciones polaco-italianas. Desde 1987 es ciudadano italiano. En 2002 le fue otorgado el doctorado honoris causa por la Polish University Abroad de Londres.
Es miembro de la Société Historique et Littéraire Polonaise de Paris y de la Polskie Towarzystwo Naukowe na Obczyźnie (Polish Society of Arts and Sciences Abroad) de Londres. Posee una vasta colección de grabados sobre Polonia, pergaminos (de entre los siglos X y XVI), y mapas geográficos de Polonia.
Desde septiembre de 1955 lleva un diario del que han sido publicados algunos fragmentos.
Desde 2008 está jubilado y desde ese año comenzó a escribir cuentos, ensayos históricos y artículos sobre exposiciones, publicados en las principales revistas literarias polacas.
Ha escrito un volumen de recuerdos del periodo del instituto de enseñanza media, referido a los años 1954-1958.
En 2012 se publicó una recopilación de sus relatos, con textos autobiográficos.
En la actualidad radica en Italia.